# Джон Адамс
Джон А́дамс (англ. John Adams; 30 жовтня 1735, Квінсі, Массачусетс, Британська Америка — 4 липня 1826, Квінсі, Массачусетс, США) — один з лідерів американської революції та Батьків-засновників США, політик, другий президент США з 1797 по 1801 рік та перший віце-президент США з 1789 по 1797 рік. Правник, керманич війни за незалежність, один з провідних федералістів. Батько 6-го президента США Джона Квінсі Адамса.
Був учасником першого та другого Континентальних конгресів представників англійських колоній в Америці. Як депутат Континентального конгресу брав участь у роботі редакційної комісії зі складання Декларації незалежності 1776 року.
1780 був послом у Нідерландах і 1782 року домігся визнання ними незалежності США. Брав участь у переговорах, які завершилися підписанням Версальського мирного договору 1783 зі Сполученим Королівством. Був першим послом США у Великій Британії (1785—1788). Після повернення в Америку був одним з лідерів федералістів.
Упродовж 1789—1797 років був першим в історії країни віцепрезидентом. Протягом 1797—1801 років був другим президентом США. Після 1801 політикою не займався та повернувся до фермерства.

## Раннє життя

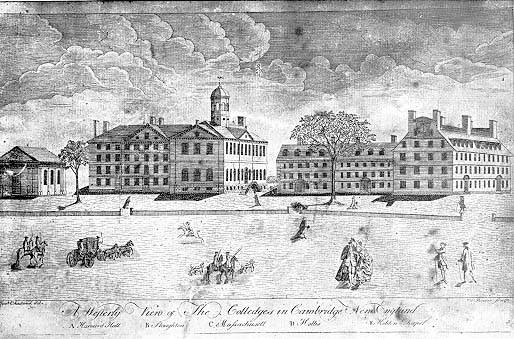
Гарвардський коледж, яким його бачив Джон Адамс, малюнок Пола Ревіра

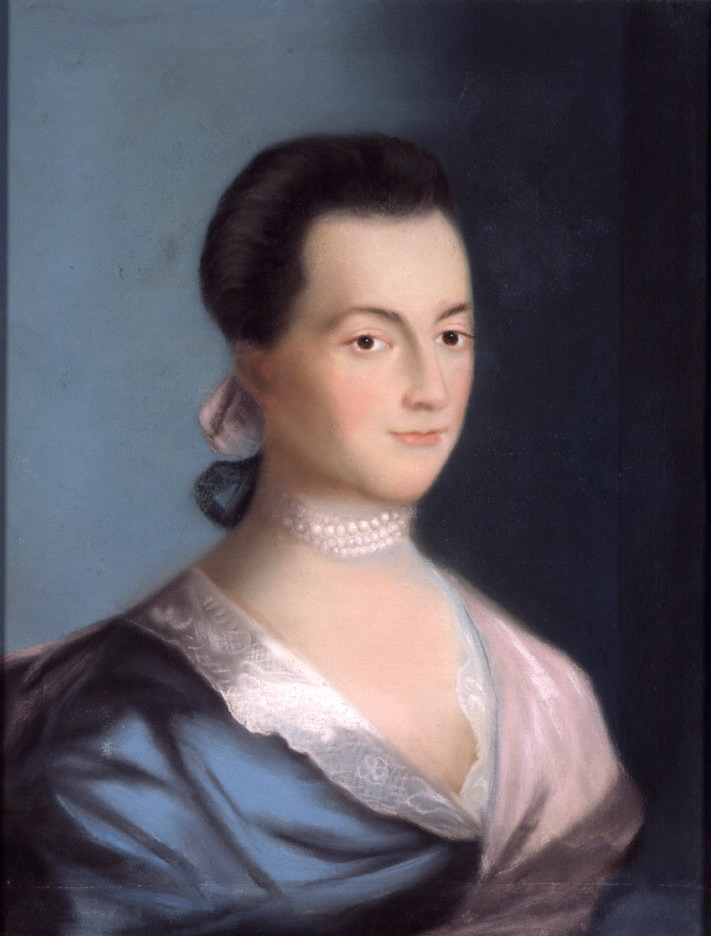
Абіґгейл Адамс, дружина Джона Адамса, 1766

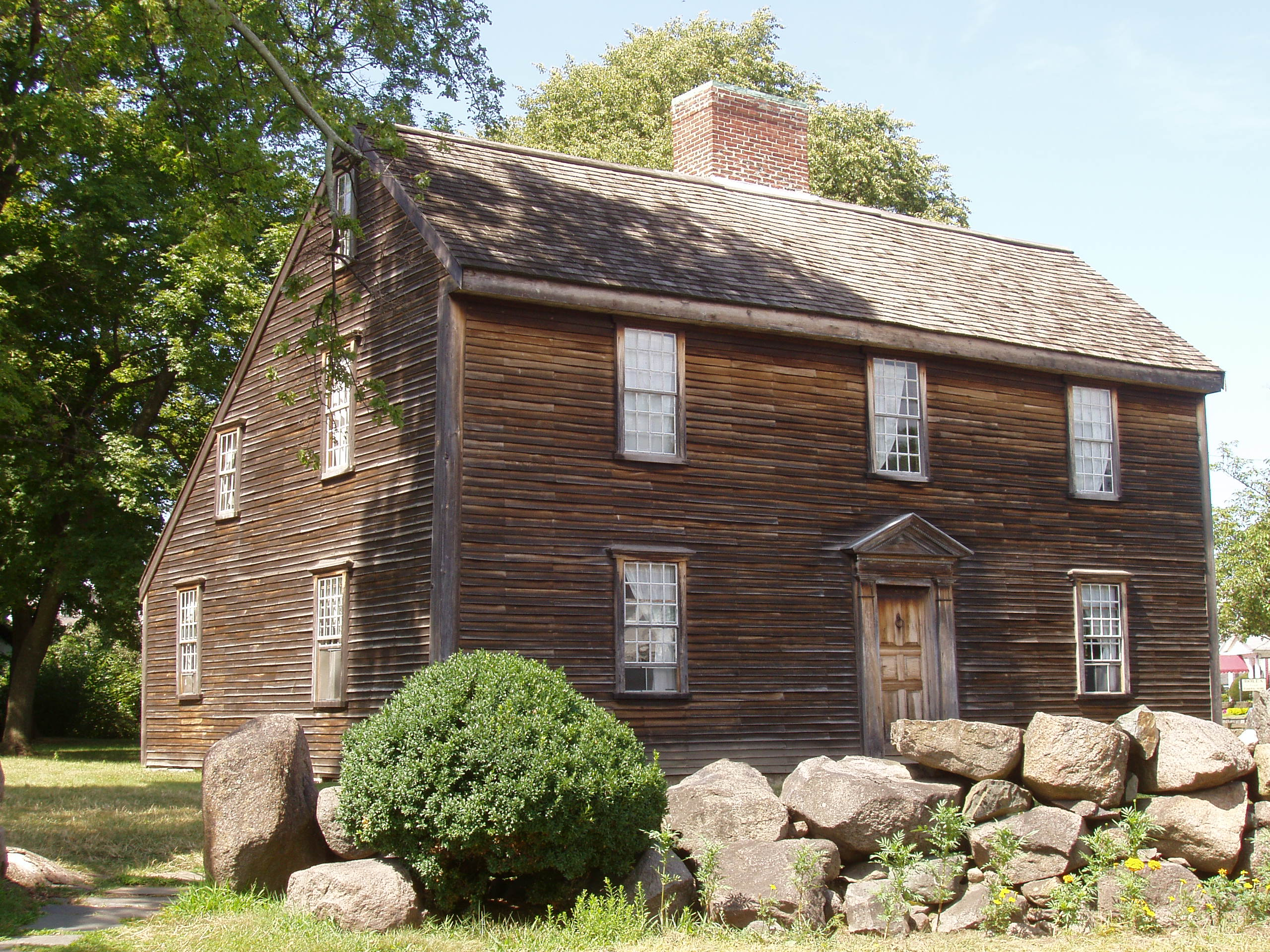
Родинний дім сім'ї Адамс, збудований 1681 року, де 1735 року народився майбутній президент Джон Адамс

Джон Адамс-молодший, наймолодший з трьох синів, народився 30 жовтня 1735, у місті Квінсі, колонії Массачусетс (тепер штат). Його батьки — Джон Адамс Старший та Сюзанна Бойлстон. Будинок, де народився Джон Адамс сьогодні є Національною історичною пам'яткою США.
Його батько, також Джон (роки життя 1691—1761), був пуританином, лейтенантом міліції (партизан) та членом міської ради, де займався шкільними та дорожніми справами. Адамси походять від Герні Адамса, який емігрував з Брейнтрі, Англія, до колонії Массачусетс приблизно 1638 року.
Майбутній президент народився у скромній, дуже релігійній сім'ї, що було характерним для нащадків перших англійських іммігрантів, які жили суто за законами Біблії. Вже з дитинства дітей привчали до тяжкої роботи, зокрема й молодого Джона Адамса.
Матір майбутнього президента, Сюзанна Бойлстон Адамс, походила з провідної медичної династії колонії.
1751 року, у віці 16 років, вступив до Гарвардського коледжу (тепер частина Гарвардського університету). Батько хотів, щоб Джон став пастором, але син сумнівався з цього приводу. Після успішного випуску 1755 року він декілька років працював учителем школи у Вурстері, Массачусетс. Протягом цього часу Адамс намагався визначитися з кар'єрним шляхом і вирішив стати адвокатом. Джон Адамс вивчав адвокатську справу у Джеймса Патнема, який згодом, під час революції, підтримав британців. 1755 року майбутній президент почав вести щоденник. Судячи із записів у ньому, він перебував у філософських і релігійних пошуках, він зачитувався Мілтоном, Вергілієм, Вольтером і лордом Болінгброком. 1758 року Джон Адамс розпочав свою кар'єру адвокатом. Пізніше експрезидент Адамс заявив, що його прагнення до незалежності американських колоній, як і сама незалежність країни, зародились 1761 року в Бостоні, коли він слухав промову видатного американського адвоката Джеймса Отіса-молодшого.
1761 року, після смерті батька, Джон успадкував його статки. Ставши фрігольдером (землевласником) середньої руки, Адамс дуже скоро посів місце батька в міських зборах Брейнтрі, що й поклало початок його політичній кар'єрі.
Мемуари експрезидента свідчать, що Джеймс Отіс відіграв велику роль у формуванні його самостійницької свідомості.
25 жовтня, 1764 він одружився з Абіґейл Сміт, дочкою місцевого пастора. Вона мала значний вплив на політичні погляди свого чоловіка й увійшла в історію як супротивниця рабства й активістка за свободу жінок. У них були діти Абіґейл (1765—1813), майбутній президент США Джон Квінсі (1767—1848), Сюзанна (1767—1848), Чарльз (1770—1800), Томас Бойлстон (1772—1832). Єлизавета (1775) померла при народженні.
Двоюрідний брат, Самюел Адамс, політик та публіцист, також один з організаторів визвольного руху північно-американських колоній проти Великої Британії.

## 1765—1774

### Супротивник Акту про гербовий збір
Уперше здобув широку популярність через його супротив Акту про гербовий збір — британський закон, прийнятий 1765 року. Згідно з цим актом, за кожну торговельну угоду, як-от: випуск газети, книги, гральних карт, оформлення або засвідчення документа, і навіть публікацію оголошення — мешканці тринадцяти британських колоній зобов'язувались сплачувати податок. Молодий адвокат був обурений правовим нововведенням, почалась боротьба. Тоді як інші обурені влаштовували масовий безлад, Джон Адамс діяв у межах закону: у серпні 1765 він надіслав п'ять статей Бостонській газеті. Статті пояснювали причини незадоволення колоністів. Він пояснив, що Акт про гербовий збір порушував елементарні права англійців, які заслуговували всі вільні люди: право платити податки лише за згодою та бути судимими присяжними відібраними з місцевих мешканців.
1766 року акт скасував британський парламент.

### Бостонська різанина

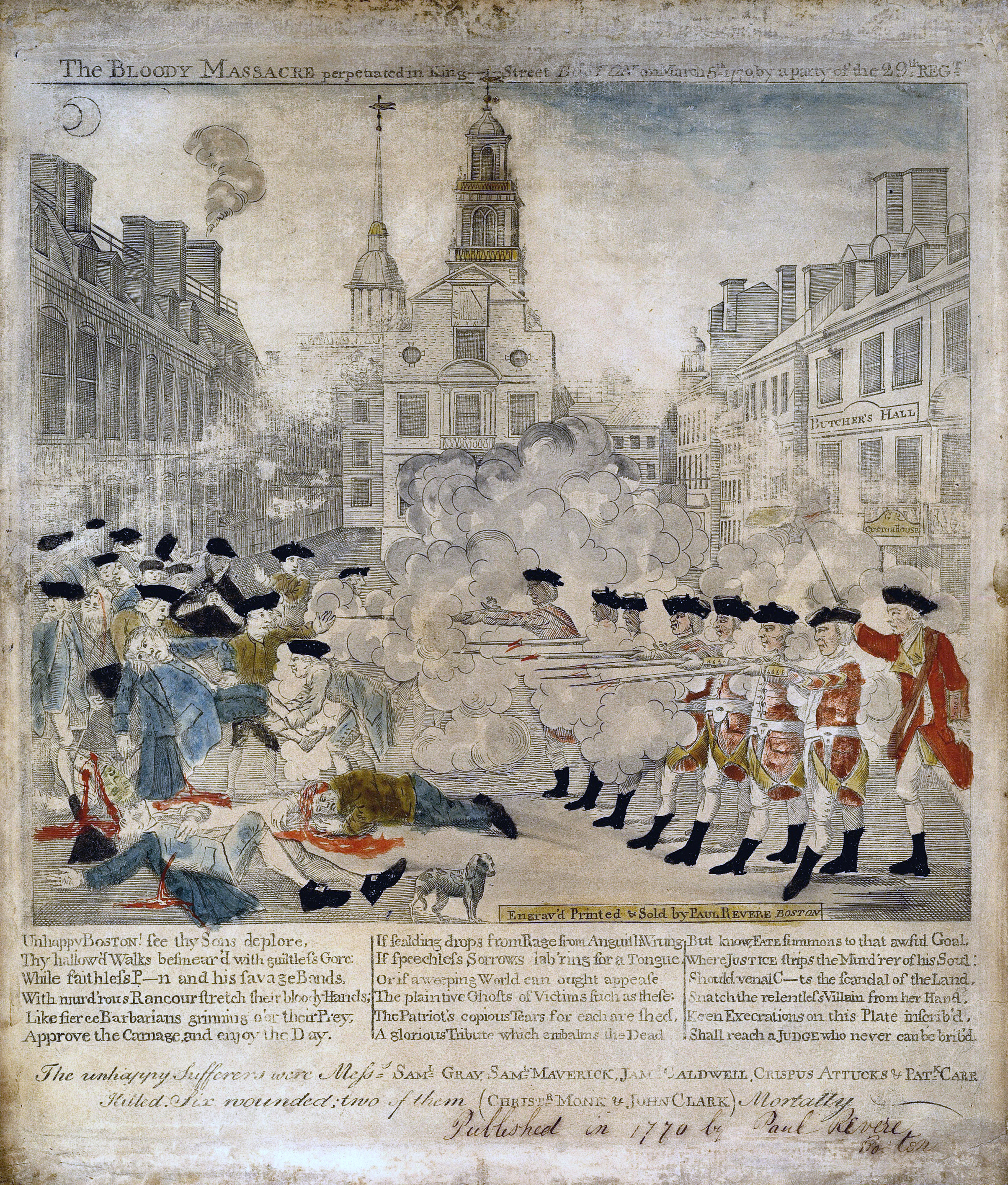
Гравюра «Бостонської різанини» Пола Ревіра, стала успішною агітацією за незалежність від Британії

5 березня 1770 натовп радикальних колоністів-революціонерів напав на британських солдатів, які відкрили вогонь і вбили п'ятеро американців. Солдатів заарештували за кримінальними звинуваченнями. Інцидент назвали Бостонською різаниною, газети вимагали швидкого й жорстокого вироку. Довгий час солдати не могли знайти адвоката, який би захистив їх у суді. Джон Адамс погодився. Відомо також, що водночас він побоювався зруйнувати свою репутацію, особливо з огляду на те, що Бостон був осередком революційної діяльності американських колоністів. Несподівано для всіх, Адамс досягнув виправдання шістьох з британських солдатів, двох засудили за ненавмисне вбивство. Таким чином він демонстрував свою неупередженість та віру в закон. Унаслідок цього Адамс став найвідомішим адвокатом Америки.
Тим часом його обрали членом Палати представників від Бостона Генерального суду Массачусетса — колоніального законодавчого органу.

### Конфлікт навколо юрисдикції парламентської влади
1772 року британський губернатор колонії Массчусетс Томас Хатчінсон оголосив, що він та його судді більше не будуть отримувати заробітну плату від місцевого законодавчого органу колонії, вони фінансуватимуться прямо Британією з митних прибутків. Радикально налаштовані мешканці Бостона, столиці Массачусетсу, протестували проти цього рішення й попросили Адамса пояснити його причини. Адамс погодився й написав відомий відкритий лист губернатору «Дві відповіді Массачусетської Палати представників губернатору Хатчінсонові», де аргументував колоніальний протест тим, що колоністи (американці) ніколи не були під владою Парламенту Великої Британії. Їхня історична домовленість була безпосередньо з королем й відповідали вони суто йому. Метою Адамса було продемонструвати те, що колоніальні законодавчі органи були цілком автономними у внутрішніх справах, єдиним зв'язком з Британією був король. Оскільки британський парламент не обирався мешканцями колоній, він не міг їх представляти.

## На шляху до незалежності

### Континентальний конгрес

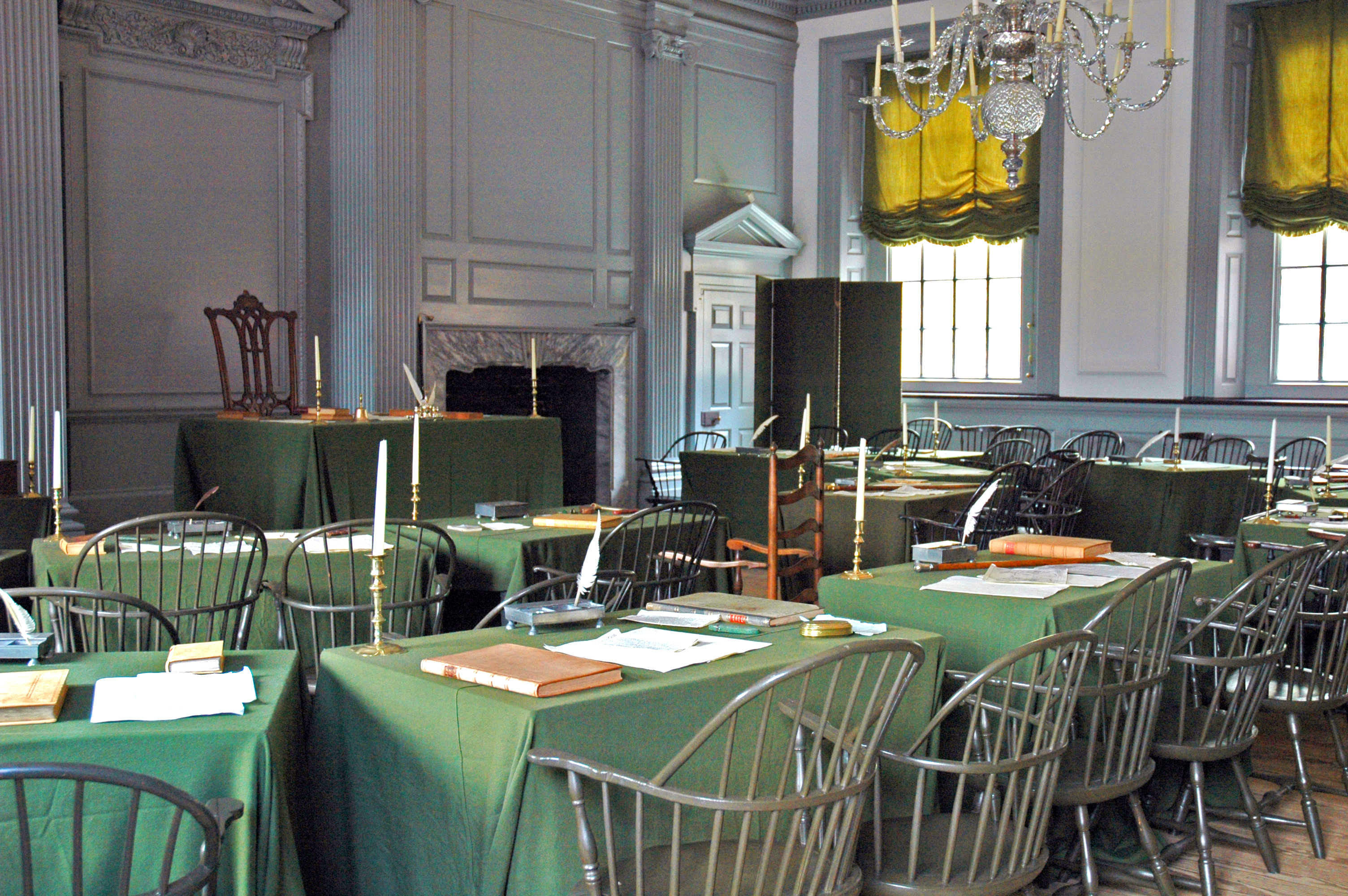
Зал, де збирався континентальний конгрес у 1775—1783

Британські спроби зупинити колоніальний бунт мали зворотний ефект. Унаслідок так званих Нестерпних законів, двічі скликали Континентальний конгрес у Філадельфії за участю представників усіх тринадцяти колоній. Адамс представляв Массачусетс в обох скликаннях конгресу.
25 жовтня 1774 конгресмени затвердили та надіслали «Клопотання Королю», у якому висловили сподівання знайти порозуміння між королем та «його відданими слугами», лише Адамс ретельно протестував.
Адамс був головним прихильником ідеї незалежності від Британії. Майже з початку конгресмени поділились на представників південних та північних колоній, останні більше схилялись до незалежності. У червні 1775 Адамс, намагаючись об'єднати всіх конгресменів, висунув Джорджа Вашингтона, південного представника з Вірджинії, на посаду головнокомандувача континентальної армії. Вашингтон погодився і його підтримав конгрес. Таким чином, Адамс висунув Вашингтона як національного лідера, згодом першого президента США.
5 травня 1776 Континентальний конгрес, реагуючи на зростання воєнних дій, що розпочались тринадцять місяців тому у Битві під Лексінгтоном та Конкордом, закликав колонії почати створювати власні конституції — Адамс назвав це рішення «самою незалежністю».

### Політичні погляди на владу
Конгресмені від Провінційного конгресу Північної Кароліни звернулись до Адамса з проханням висловитись щодо форми нової влади. Він погодився, і 1776 року вийшла його брошура «Думки про владу», яка згодом вплинула на написання конституцій багатьох штатів (колишніх колоній). У ній Адамс захищає республіканську систему правління й доводить доцільність існування двох палат законодавчої влади (бікамералізм). Він також пояснює, що виконавча та судова влади мають бути незалежними. Згодом США ухвалять усі ці основні принципи державної влади.

### Декларація незалежності

«Декларація незалежності», картина 1819 року Джона Трамбула. Джон Адамс стоїть в центрі. Показано історичний момент презентації Декларації незалежності перед конгресом

7 червня 1776, Річард Генрі Лі подав резолюцію про незалежність для розгляду перед Континентальним конгресом, Адамс підтримав резолюцію і боровся за її прийняття, доки це не відбулось 2 липня 1776.
Адамс писав з цього приводу у листі дружині: «Вчора вирішилось найважливіше питання з усіх, що будь-коли вирішували в Америці, важливіше рішення, напевно, ніколи не приймала і ніколи не прийме людина»
Конгрес сформував комітет з п'яти членів, зокрема Адамса, якому конгрес доручив написати декларацію незалежності. Сам документ був здебільшого написаний Томасом Джефферсоном, який роками пізніше зізнався, що Адамс був головним захисником декларації перед конгресом, де ще залишались супротивники незалежності.
1777 року Адамс залишив місце члена Массачусетського законодавчого органу, оскільки був обраний членом постійної комісії, що здійснювала нагляд за Континентальною армією, та робила відповідні рекомендації Континентальному конгресу.

## Посол у Європі
Конгрес двічі посилав Адамса представляти молодий союз держав (штатів) в Європі, уперше 1777 і знову 1779 року. Під час поїздки до Франції 15 лютого 1778 його супроводжував десятирічний син Джон Квінсі, згодом також майбутній президент. Їх фрегат, Бостон, постійно переслідував британський флот — таким чином двоє майбутніх президентів США перебували в небезпеці. Бостону вдалось не лише врятуватися, але й захопити британський каперський корабель.
Адамса висунули на критично важливу роль Мадраса нової держави до Франції, попри його незнання міжнародної дипломатичної мови — французької. Його перший візит тривав з 1 квітня 1778 до 17 червня 1779. Після цього він повернувся додому.
У період з 1 вересня до 30 жовтня 1779, він, разом с Самюелом Адамсом (родичем) та Джеймсом Бодуїном, розробляв Массачусетську конституцію. У вересні 1779 йому доручили повернутися до Франції після завершення конституційного з'їзду штату Массачусетс. 15 листопада Адамс вирушив до Європи на борту французького фрегата Perceptible". Цього разу Адамса призначили повноважним міністром.

## Конституційні думки
Нова конституція Массачусетсу, ратифікована 1780 року, здебільшого написана самим Адамсом й відбиває його особисті погляди на політику та суспільство. Це була перша конституція, написана спеціальним комітетом та ратифікована народом. Вона також першою впроваджувала двопалатний законодавчий орган влади, окрему виконавчу та судову владу. Конституція була спрямована на взаємообмеження усіх гілок влади.

## Питання рабства
За життя Джона Адамса, рабство було загальноприйнятою практикою для заможних білих людей. Сам Адамс ніколи не купував рабів й принципово відмовлявся від використання рабської сили. Абігейл Адамс також була проти рабства, вона наймала на роботу вільних чорношкірих, на відміну від її батька, який мав двох домашніх рабів. Тим часом, Адамс намагався не торкатись питання рабства у великій політиці. Він виступив проти звільнення рабів у рідному штаті Массачусетсі й був проти використання чорношкірих в американській війні за незалежність.

## Віцепрезидент
Під час перших президентських виборів Сполучених Штатів Америки 1789 року, Адамс посів друге, з тринадцяти, місце після Джорджа Вашингтона. Таким чином, відповідно до конституції, Адамс обійняв посаду першого віцепрезидента. У цей час він головував у Сенаті. 1782 року його переобрали.

## Вибори 1796

Помаранчеві штати — переможець Адамс. Зелені штати — переможець Джефферсон

Вибори 1796 були першими за участю політичних партій. Адамс був кандидатом в президенти від Федералістської партії, іншим кандидатом від цієї партії був Томас Пінкі, губернатор Південної Кароліни. У той час напарників-кандидатів, у сучасному розумінні, не було, але Томаса Пінкі обрали саме з цією метою. Головним опонентом Адамса був Томас Джефферсон, кандидат від Демократично-республіканської партії. Деякі представники Федералістської партії вважали Адамса занадто свавільним, упертим та непередбачуваним, і надавали перевагу Гамільтону — лідеру партії.
Томас Джефферсон на той час був першим Державним секретарем США — представником штату Вірджинії. Іншим кандидатом від Демократично-республіканської партії, і фактичним напарником Джефферсона, був сенатор Аарон Берр зі штату Нью-Йорк.
Під час президентської кампанії, замість активної участі в ній, Адамс залишався вдома у своєму місті Квінсі. Він називав процес президентської кампанії «дурним» та «злим». Агітаційну кампанію за нього проводила партія.
Джон Адамс переміг у північних штатах, Томас Джефферсон у південних. Адамс став другим президентом США 4 березня 1797.

## Президентство: 1797—1801

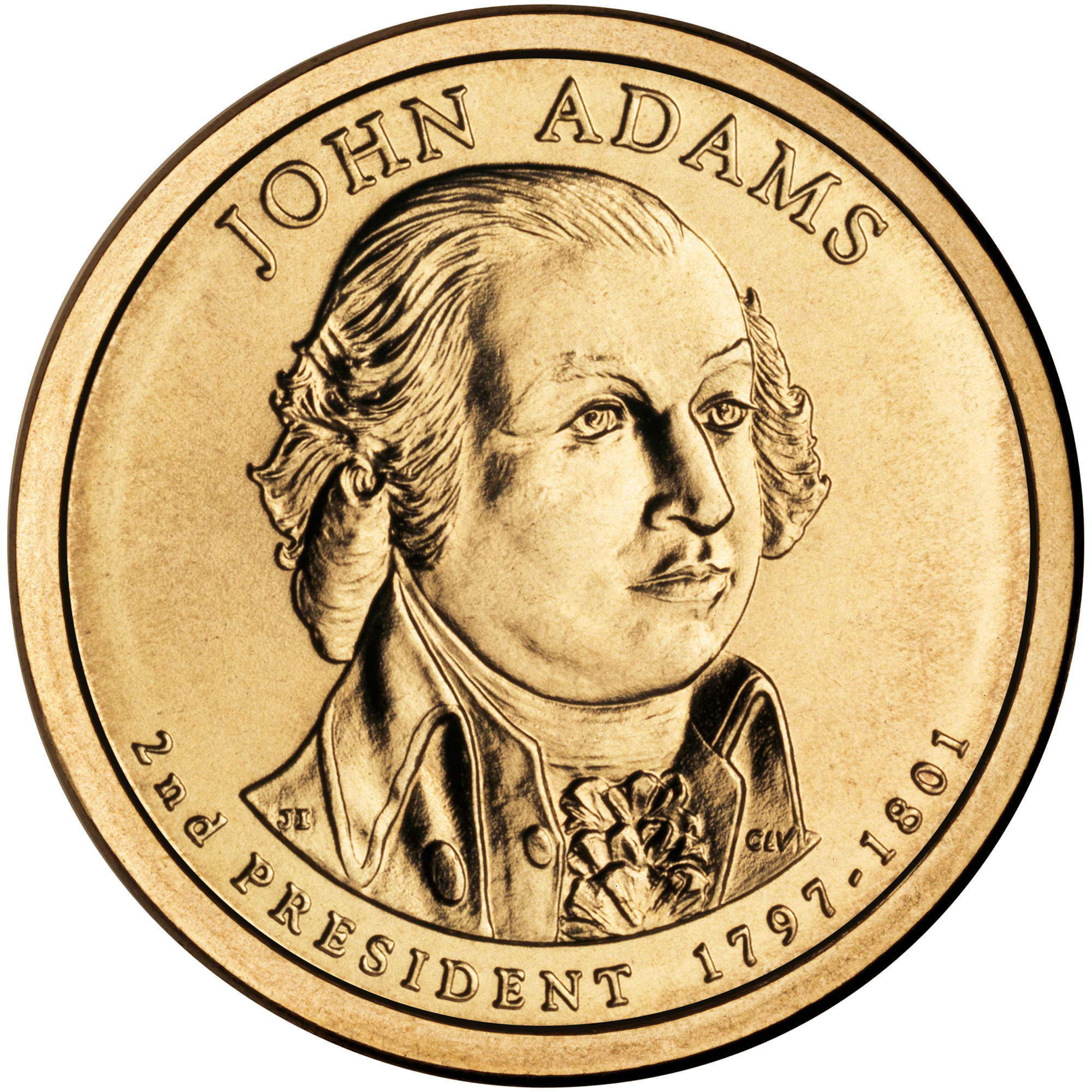
Президентський долар, відображаючий Джона Адамса

Як федераліст проводив політику, яка утверджувала владу федерального уряду над штатами. Видав Акт «проти чужої антиурядової агітації», у якому заборонялося іммігрантам та громадянам Америки критикувати федеральний уряд, що є прямим порушенням І статті Конституції. У зв'язку з чим, Медісон та Джефферсон написали «Резолюції Вірджінії та Кентуккі».
Батько-засновник американського флоту. За його президентства до Конституції внесли 11 поправку.
Також за його президентства була так звана неофіційна «тиха» війна між США та Францією, яка спалахнула після того, як так званні XYZ урядовці заявили, що для зустрічі з міністром закордонних справ Франції Тамільяном, посол США повинен заплатити хабар у 2,5 мільйонів доларів.

## Смерть
Джон Адамс помер 4 липня 1826 року, рівно через 50 років після ухвалення Декларації незалежності. Його останніми словами були: «Томас Джефферсон ще живий?». Насправді Джефферсон, його головний політичний суперник, вже був мертвим. Він помер того ж дня, декількома годинами раніше. Був похований в Першій прихожанській церкві конгрегаціоналістів.

## Додатково
- Перший президент США обраний від штату Массачусетс, а також перший протестант-конгрегаціоналіст;

- Джон Адамс є родоначальником першої американської династії президентів, він батько 6-го президента США Джона Квінсі Адамса;

- Під час правління Адамса відбувся занепад політичної партії федералістів.

## Вшанування пам'яті
- 3726 Джонадамс — астероїд, названий на честь політика[13].